# Маковійчук Степан Іванович
Степа́н Іва́нович Маковійчу́к (нар. 11 вересня 1982 с. Лашківка, Кіцманський район, Чернівецька область) — український футболіст, нападник. Відомий за виступами в чернівецькій «Буковині». Провів понад 300 офіційних матчів у складі українських команд за роки незалежності. Нині тренер.

## Життєпис

### Клубна кар'єра
Вихованець Кіцманської ДЮСШ. Перший тренер — Степан Карпюк. Професійну кар'єру розпочав у чернівецькій «Буковині». В офіційних матчах за «Буковину» дебютував в липні 2001 року в кубковому поєдинку, а в чемпіонаті вперше зіграв 30 липня того ж року в домашньому матчі проти команди «Сокіл» (Золочів), забивши один з голів у ворота суперника. За буковинський клуб в 2001—2003 роках зіграв 48 матчів (8 голів) у всіх турнірах. Після цього гравець перейшов до ФК «Ністру» (Молдова), у складі якої став спочатку бронзовим а потім і срібним призером чемпіонату Молдови. Також в сезоні 2003/04 був заявлений на кваліфікаційні матчі Кубка УЄФА.
У 2004—2006 роках грав у ФК «Газовик-Скала» (Стрий), де зіграв 37 матчів у першій лізі України та 2 кубкових поєдинки. У 2006 році Степан повернувся до «Буковини», де протягом двох сезонів (2006—2008) зіграв 42 матчі та забив 12 голів у другій лізі чемпіонату України. У 2007 році в складі клубу «Лужани» став бронзовим призером аматорського чемпіонату України. У 2008 році футболіст перейшов до ФК «Нива» (Вінниця), з якою посів третє місце у першості України серед команд другої ліги й забив 5 голів у 18 матчах. У 2009 сезоні знову виступав за ФК «Лужани», а потім кар'єру мав продовжити в МФК «Миколаєві».
Однак у 2009 році вирішив повернутися до рідного клубу, де провів більше чотирьох років і відіграв більше сотні матчів. Із командою здобув путівку до першої ліги. А в сезоні 2012/13 посів 4-е місце в першій українській лізі, яке через певні обставини інших команд могло дозволити розраховувати на підвищення в класі, проте ФФУ відмовило «Буковині» у виступах у Прем'єр-лізі. І в зимове міжсезоння наступного сезону в зв'язку з фінансовими труднощами (які власне були пов'язані саме з цією «відмовою»), Маковійчук, як і раніше ряд інших гравців, покинув рідний клуб.
Після чого деякий час виступав в чемпіонаті Чернівецької області. Після вильоту «Буковини» до другої ліги, Маковійчук в якості капітана був в черговий раз запрошений до складу рідної команди, перед якою стояло завдання повернення до першої ліги. Наприкінці березня 2016 року залишив склад чернівецької команди. Всього за «Буковину» провів більше 200 матчів і забив понад 30 голів. З 2016 по 2018 рік виступав за аматорський футбольний клуб «Волока», з яким ставав переможцем різних обласних змагань.

### Тренерська кар'єра
З літа 2019 року працював в тренерському штабі рідної команди, яку очолював Андрій Мельничук, а після його відставки у вересні того ж року, призначений виконуючим обов'язки головного тренера. На цій посаді пропрацював до лютого 2021 року.

## Досягнення
Професіональний рівень
Командні
- Переможець Другої ліги України (1): 2010
- Срібний призер чемпіонату Молдови (1): 2004
- Бронзовий призер чемпіонату Молдови (1): 2003
- Бронзовий призер Другої ліги України (1): 2009

Особисті
- Кращий бомбардир ФК «Буковина» в сезонах: 2007/08 (11 голів), 2015/16 (4 гола)

Аматорський рівень
Командні
- Бронзовий призер чемпіонату України (1): 2007

Особисті
- Кращий бомбардир ФК «Лужани» в сезонах: 2007 (6 голів), 2009 (5 голів)

## Особисте життя
Одружений, має сина Владислава. Молодший брат — Олександр, в минулому також професійний футболіст.